# Roxitromicina
Roxitromicina é um fármaco semi-sintético do grupo dos macrolídeos.

## História
Foi incluida comercialmente em 1987 pela companhia farmacêutica Hoechst Uclaf.